# Groß Ippener
Groß Ippener – miejscowość i gmina w Niemczech, w kraju związkowym Dolna Saksonia, w powiecie Oldenburg, wchodzi w skład gminy zbiorowej Harpstedt.